# 乌叶秋海棠
鸟叶秋海棠（学名：Begonia ornithophylla）是秋海棠科秋海棠属的植物，是中国的特有植物。分布在中国大陆的广西等地，目前已由人工引种栽培。